# Покаяние (фильм)
«Покая́ние» (груз. მონანიება) — советский художественный фильм, психологическая драма режиссёра Тенгиза Абуладзе.
Сюжет фильма рассказывает о диктаторе Варламе Аравидзе, жертвами которого стали художник Сандро Баратели и его жена. Спустя годы их дочь Кети мстит за родителей. 
Фильм был снят для грузинского телевидения в 1984 году, но был запрещён к показу. С наступлением гласности, в конце 1986 — начале 1987 года, картина вышла в прокат по всему СССР.
Гран-при на Каннском кинофестивале в 1987 году. В 1988 году фильм был награждён премией «Ника» в шести номинациях, в том числе как лучший фильм.
Третий фильм в трилогии Абуладзе: «Мольба» — «Древо желания» — «Покаяние».

## Сюжет
В некоем городе хоронят бывшего городского главу Варлама Аравидзе. Утром его тело находят у богатого дома его сына Авеля. Тело снова хоронят, но на следующий день его опять выкапывают. Это повторяется каждый день. Оказывается, торжественные похороны не у всех вызывают печаль и скорбь.
У могилы Варлама Аравидзе выставляется засада, в которой участвует его внук Торнике. Когда неизвестный подходит к могиле Варлама Аравидзе, чтобы в очередной раз выкопать его тело, Торнике стреляет в неизвестного и ранит его. При задержании неизвестным оказывается женщина по имени Кетеван Баратели, лучший кондитер города. На суде она рассказывает историю своей семьи, о той роли, которую сыграл в её гибели Варлам Аравидзе.
Когда Кетеван было восемь лет, Варлам Аравидзе пришёл к власти в городе и по ложному доносу арестовал её отца-художника, а потом и её мать Нино. Также выяснилось, что во время правления Варлама Аравидзе в городе в ходе политических репрессий было репрессировано множество невиновных людей.
Потрясённый этим рассказом и непониманием своего отца Авеля Аравидзе, который пытался оправдать действия Варлама, Торнике кончает жизнь самоубийством. После этого Авель Аравидзе сам выкапывает тело своего отца из могилы и сбрасывает его со скал.

## В ролях
- Автандил Махарадзе — Варлам Аравидзе / Авель Аравидзе
- Ия Нинидзе — Гулико Аравидзе, жена Авеля
- Мераб Нинидзе — Торнике Аравидзе, сын Авеля
- Зейнаб Боцвадзе — Кетеван Баратели, вдова-кондитерша
- Кетеван Абуладзе — Нино Баратели, мать Кетеван
- Давид Гиоргобиани — Сандро Баратели, художник, отец Кетеван
- Кахи Кавсадзе — Михаил Коришели, друг Сандро
- Нино Закаридзе — Елена Коришели
- Нато Очигава — Кетеван в детстве
- Дато Кемхадзе — Авель в детстве
- Верико Анджапаридзе — странница
- Мзия Махвиладзе — родственница заключённого
- Амиран Амиранашвили — Кайхосро Доксопуло, помощник Варлама
- Борис Ципурия — адвокат Авеля Аравидзе
- Лео Антадзе — Мосе, защитник храма
- Тамара Цицишвили — Мариам, защитница храма
- Лиа Капанадзе — Элизбар Корелия, женщина в очереди на передачу
- Котэ Махарадзе — прокурор
- Акакий Хидашели — адвокат Кетевана Баратели
- Резо Эсадзе — Аполлон, сосед Авеля

## История создания
По словам Тенгиза Абуладзе на создание фильма его вдохновила история из западной Грузии, в которой человека, несправедливо посаженного в тюрьму, наконец освободили. Вернувшись домой, он отыскал могилу недавно умершего прокурора, который отправил его за решётку. Ночью он отправился на кладбище и выкопал гроб, вскрыл его, вытащил труп и прислонил к стене. Абуладзе вместе с невесткой Наной Джанелидзе написал восемнадцатистраничный синопсис к фильму, а в 1981 году — сценарий. Время действия отсылало к концу 1930-х годов.
Абуладзе принёс сценарий Эдуарду Шеварднадзе. Ответа не было шесть месяцев, наконец Шеварднадзе вызвал Абуладзе к себе и сказал: «1937-й побывал и в моём доме», «Когда я прочел сценарий, я всю ночь не спал. А моя жена рыдала, потому что в её семье были жертвы репрессий». Шеварднадзе сказал, что нужно найти способ снять этот фильм. Разрешение на съёмку необходимо было получать в Москве. Они отправились к Резо Чхеидзе, который сообщил существуют разные разнарядки для республиканского кино и для всесоюзного. Вещание грузинского телевидения финансировалось Москвой, но были два часа, которые финансировались Грузией и которые она не отсматривала. Для фильмов республиканского уровня достаточно указать тему и имя режиссёра. Это избавило авторов от необходимости утверждать сценарий в Москве, союзный кинокомитет лишь уведомили о том, что Абуладзе приступает к съёмкам нового фильма.
Мы хотели, чтобы даже фамилия Варлама указывала на то, что он — некое воплощение тоталитаризма, диктатор, могущий появиться в любую эпоху в любой стране. В нём соединены они все: конечно, Сталин, но и Хрущев, и Ленин.
Шеварнадзе дал комментарий: «Чем обобщённее будете делать фильм, тем лучше». Абуладзе предусмотрительно не стал делать из Варлама копию Сталина. Чтобы раздвинуть временные рамки, Абуладзе одел стражников в средневековые доспехи. Он дал главному герою фамилию Аравидзе — грузинской фамилии Аравидзе не существует, а корень «аравин» означает «никто».
К лету 1983 года съёмочная группа отправилась в четырёхмесячную экспедицию в Батуми. Но, когда съёмки были завершены, оказалось, что отснятые пять тысяч метров киноплёнки по вине проявочной лаборатории оказались браком. 18 ноября один из актёров Гега Кобахидзе, игравший роль Торнике Аравидзе, был арестован за попытку угона самолёта в Турцию и приговорён к расстрелу решением суда. После проведённых КГБ ГССР обысков у съёмочной группы Абуладзе пришлось переснимать заново эпизоды с Торнике, на роль которого был выбран начинающий актёр Мераб Нинидзе.
Абуладзе снял фильм в 1984 году, за пять месяцев. Фильм снят на грузинском языке, переведён на русский и озвучен грузинским поэтом Михаилом Квливидзе. У власти находился Константин Черненко, и фильм «лёг на полку». В 1985 году, вскоре после смерти Черненко и прихода к власти Михаила Горбачёва, Эдуард Шеварднадзе стал членом политбюро. Весной 1986 года Абуладзе позвонил Шеварднадзе в Москву и спросил, не может ли тот воспользоваться своей близостью к Горбачеву, чтобы получить разрешение на показ фильма в мае на кинофестивале.
Я в долгу перед многими у себя на родине и вряд ли сейчас смогу со всеми расплатиться. Но один долг я должен отдать, чего бы это ни стоило, и вы можете мне помочь.Эдуард Шеварднадзе Михаилу Горбачёву о показе фильма «Покаяние»
Шеварднадзе устроил для Горбачева показ «Покаяния». После сеанса Горбачёв, у которого в сталинские репрессии пострадали оба деда, дал согласие на выпуск фильма. Однако в это время случилась Чернобыльская катастрофа и фильм пришлось отложить. Примерно в это же время Элем Климов, новый первый секретарь правления Союза кинематографистов, учредил комиссию, чтобы «снять с полки» фильмы, подвергнутые цензуре. Климов понимал, что «Покаяние» затрагивает настолько опасные темы и решение должно приниматься на высшем уровне. Он пошел к идеологу либерализации Александру Яковлеву. Тот оказался потрясен «Покаянием», пригласил Абуладзе к себе и предложил план действий: организовать утечку фильма, показывая его сначала избранной публике, а затем наращивая число показов. «Я, — позднее признавался А. Н. Яковлев, — понимал, что выпуск фильма будет подобен сигнальной ракете, которая ознаменует поворот политического курса», «с выхода этой картины у нас меняется строй».
В октябре 1986 года фильм показали несколько раз, в основном доверенной части элиты в Москве, Тбилиси и других крупных городах СССР. Первый открытый показ «Покаяния» состоялся в Москве 26 января 1987 года. С него началась неделя грузинского кино в кинотеатре «Тбилиси», после чего фильм появился на экранах других кинотеатров столицы, а затем пошёл по всей стране.

### Исторические параллели
Фильм изобилует фрагментами фактов из сталинской эпохи:
- В начальной сцене фильма показано, как женщина — впоследствии выяснится, что это дочь одной из жертв Варлама — делает торты с церквями, когда узнаёт о смерти Варлама. В 1937 году был казнен видный грузинский коммунист Мамия Орахелашвили, и, по словам Тенгиза Абуладзе, дочь этого человека до конца жизни работала в кондитерской[1].
- В фильме не упоминается Иосиф Сталин и не демонстрируется его образ. Главный злодей — Варлам, диктатор с усами, напоминающими гитлеровские, любовью к помпезности и опере, как у Бенито Муссолини, а также с маленьким пенсне и телосложением Лаврентия Берии, главы сталинской тайной полиции[1][8].
- Сцена с брёвнами, по словам Абуладзе, имеет реальные корни: «В Чохатаури пришёл из Сибири поезд с брёвнами. На них оказались надписи на грузинском языке. Говорят, что некоторые находили имена своих родных, политических заключённых. Эта история настолько врезалась в память, что я должен был воспроизвести её в фильме»[9][3].
- Художник Сандро впервые привлекает внимание Варлама, обратившись к нему с просьбой убрать электрооборудование из церкви. Диктатор соглашается, но на следующий день двух членов делегации арестовывают. По словам Абуладзе, подобная делегация отправилась к Берии, который согласился с их ходатайством, а через день арестовал троих из них[1].
- После ареста Сандро его жена и дочь присоединяются к длинной очереди женщин, идущих к маленькой будке, чтобы узнать адреса своих арестованных мужей — образ, сильно напоминающий поэму «Реквием» Анны Ахматовой, чей муж был убит во время репрессий. Женщинам дают те же ответы, которые в 1930-е годы давала тайная полиция. Услышать слова «приговорен к 10 годам ссылки без права переписки» означало узнать, что смертный приговор уже приведен в исполнение. Слова «посылка получена» означали, что заключенный жив[1].
- В другой момент, во время сюрреалистического допроса Сандро, проводимого в саду человеком в смокинге, к нему приводят другую жертву — друга и наставника Сандро Михаила. Михаил предает Сандро, называя его частью абсурдного заговора 2600 человек, которые собирались «прорыть туннель из Бомбея в Лондон». Оправдывая свое предательство перед Сандро, Михаил использует ту же логику, которую один из заключенных и предателей описывает в книге Евгении Гинзбург о сталинских лагерях «Крутой маршрут»[1].

## Музыка
В фильме использована музыка Арво Пярта (фрагмент из «Tabula rasa», звучит в сцене с брёвнами и в сцене в подъезде (после взрыва церкви)), Бетховена (адажио из «Лунной сонаты», фрагмент финала симфонии № 9), Верди (стретта Манрико из оперы «Трубадур»), Дебюсси (прелюдия «Шаги на снегу»), Хачатуряна («Танец с саблями» из балета «Гаянэ»), Гуно (фрагмент оратории «Смерть и жизнь», звучит после диалога Кетеван Баратели и странницы), а также песня «Sunny» в исполнении группы Boney M..

## Отзывы
Американский журналист Дэвид Ремник в своей книге «Могила Ленина: последние дни советской империи» даёт фильму следующую оценку:
Фильм Абуладзе проторил дорогу для восстановления исторической памяти. «Покаяние» потрясло зрителя, подействовав сильнее, чем все другие произведения того времени. Воздействие «Покаяния», показанного по всей стране в 1987 и 1988 годах, можно сравнить разве что с ленинским агитпропом. Политический резонанс сделал «Покаяние» наиболее важным произведением протестного искусства в стране со времен «Одного дня Ивана Денисовича», опубликованного в разгар хрущёвской оттепели.

## Призы
- В 1987 году на Всесоюзном кинофестивале фильм завоевал Главный приз
- В 1987 году на Каннском кинофестивале фильм был удостоен следующих наград: Гран-при (Большого приза), специального приза Международной федерации кинопрессы, а также приза экуменического жюри
- В 1987 году лента была удостоена советской кинопремии «Ника» в 6 номинациях: «Лучший игровой фильм», «Лучшая режиссёрская работа» (Тенгиз Абуладзе), «Лучшая сценарная работа» (Нина Джанелидзе, Тенгиз Абуладзе и Реваз Квеселава), «Лучшая операторская работа» (Михаил Агранович), «Лучшая работа художника» (Георгий Микеладзе) и «Лучшая мужская роль» (Автандил Махарадзе)
- В 1987 году на МКФ в Чикаго фильм получил Специальный приз
- В 1988 году фильм удостоен Приза критики лучшему зарубежному фильму года в Польше
- Номинация на премию «Золотой глобус» в категории «Лучший фильм на иностранном языке»
- В 1987 году был выбран претендентом от СССР для номинации на премию «Оскар» за лучший фильм на иностранном языке, но номинирован не был.

## Фильм на Каннском кинофестивале
На Каннском кинофестивале 1987 года в конкурсной программе участвовали два фильма от СССР: «Покаяние» Тенгиза Абуладзе и «Очи чёрные» Никиты Михалкова. В кинематографической среде считается, что советский кинорежиссёр Элем Климов, входящий в состав жюри фестиваля, на почве неприязненных отношений с Михалковым, помешал ему получить высший приз фестиваля. Картина Михалкова считалась реальным кандидатом на «Золотую пальмовую ветвь». Как вспоминал сам Михалков:
Картина шла прямиком и на главный приз. Тогда Элем Климов заявил на закрытом заседании фестиваля: либо «Очи чёрные» не получат «Гран-при», либо он уходит из жюри. Об этом первым мне поведал Ив Монтан, бывший в тот год председателем жюри Каннского кинофестиваля…
Как писал кинокритик Денис Горелов, «…Климов сказал, что приз любого достоинства как воздух необходим фильму высокого гражданского звучания „Покаяние“. Что это продвинет перестройку, а победа михалковского кино отбросит её далеко назад. Что в обмен на приз „Покаянию“ он готов поддержать на „Пальму“ что угодно…».
В итоге фильм «Покаяние» получил Гран-при, вторую по значимости награду фестиваля, а «Очи черные» ограничились призом за лучшую мужскую роль.